# Erinacea schoenenbergeri
Erinacea schoenenbergeri là một loài thực vật có hoa trong họ Đậu. Loài này được (Raynaud) Raynaud miêu tả khoa học đầu tiên.